# Ligne de Milan à Bologne
La ligne de chemin de fer Milan-Bologne relie Milan et Bologne. Il s'agit de la partie nord du principal axe nord-sud du réseau ferré italien. Son tracé suit de près l'ancienne Via Aemilia. La ligne est ouverte entre 1859 et 1861 sous forme de voie unique. Elle est doublée entre 1866 et 1894 et électrifiée en 3 kV CC en 1938. Les trains à grande vitesse empruntent la ligne à grande vitesse Milan - Bologne inaugurée le 2 octobre 2008.